# 1282
Portal Geschichte | Portal Biografien | Aktuelle Ereignisse | Jahreskalender | Tagesartikel

◄ |
12. Jahrhundert |
13. Jahrhundert
| 14. Jahrhundert | ►

◄ |
1250er |
1260er |
1270er |
1280er
| 1290er | 1300er | 1310er | ►

◄◄ |
◄ |
1278 |
1279 |
1280 |
1281 |
1282
| 1283 | 1284 | 1285 | 1286 | ► | ►►
Staatsoberhäupter  · Nekrolog
| Januar | Januar | Januar | Januar | Januar | Januar | Januar | Januar |
| Kw     | Mo     | Di     | Mi     | Do     | Fr     | Sa     | So     |
| ------ | ------ | ------ | ------ | ------ | ------ | ------ | ------ |
| 1      |        |        |        | 1      | 2      | 3      | 4      |
| 2      | 5      | 6      | 7      | 8      | 9      | 10     | 11     |
| 3      | 12     | 13     | 14     | 15     | 16     | 17     | 18     |
| 4      | 19     | 20     | 21     | 22     | 23     | 24     | 25     |
| 5      | 26     | 27     | 28     | 29     | 30     | 31     |        |

| Februar | Februar | Februar | Februar | Februar | Februar | Februar | Februar |
| Kw      | Mo      | Di      | Mi      | Do      | Fr      | Sa      | So      |
| ------- | ------- | ------- | ------- | ------- | ------- | ------- | ------- |
| 5       |         |         |         |         |         |         | 1       |
| 6       | 2       | 3       | 4       | 5       | 6       | 7       | 8       |
| 7       | 9       | 10      | 11      | 12      | 13      | 14      | 15      |
| 8       | 16      | 17      | 18      | 19      | 20      | 21      | 22      |
| 9       | 23      | 24      | 25      | 26      | 27      | 28      |         |

| März | März | März | März | März | März | März | März |
| Kw   | Mo   | Di   | Mi   | Do   | Fr   | Sa   | So   |
| ---- | ---- | ---- | ---- | ---- | ---- | ---- | ---- |
| 9    |      |      |      |      |      |      | 1    |
| 10   | 2    | 3    | 4    | 5    | 6    | 7    | 8    |
| 11   | 9    | 10   | 11   | 12   | 13   | 14   | 15   |
| 12   | 16   | 17   | 18   | 19   | 20   | 21   | 22   |
| 13   | 23   | 24   | 25   | 26   | 27   | 28   | 29   |
| 14   | 30   | 31   |      |      |      |      |      |

| April | April | April | April | April | April | April | April |
| Kw    | Mo    | Di    | Mi    | Do    | Fr    | Sa    | So    |
| ----- | ----- | ----- | ----- | ----- | ----- | ----- | ----- |
| 14    |       |       | 1     | 2     | 3     | 4     | 5     |
| 15    | 6     | 7     | 8     | 9     | 10    | 11    | 12    |
| 16    | 13    | 14    | 15    | 16    | 17    | 18    | 19    |
| 17    | 20    | 21    | 22    | 23    | 24    | 25    | 26    |
| 18    | 27    | 28    | 29    | 30    |       |       |       |

| Mai | Mai | Mai | Mai | Mai | Mai | Mai | Mai |
| Kw  | Mo  | Di  | Mi  | Do  | Fr  | Sa  | So  |
| --- | --- | --- | --- | --- | --- | --- | --- |
| 18  |     |     |     |     | 1   | 2   | 3   |
| 19  | 4   | 5   | 6   | 7   | 8   | 9   | 10  |
| 20  | 11  | 12  | 13  | 14  | 15  | 16  | 17  |
| 21  | 18  | 19  | 20  | 21  | 22  | 23  | 24  |
| 22  | 25  | 26  | 27  | 28  | 29  | 30  | 31  |

| Juni | Juni | Juni | Juni | Juni | Juni | Juni | Juni |
| Kw   | Mo   | Di   | Mi   | Do   | Fr   | Sa   | So   |
| ---- | ---- | ---- | ---- | ---- | ---- | ---- | ---- |
| 23   | 1    | 2    | 3    | 4    | 5    | 6    | 7    |
| 24   | 8    | 9    | 10   | 11   | 12   | 13   | 14   |
| 25   | 15   | 16   | 17   | 18   | 19   | 20   | 21   |
| 26   | 22   | 23   | 24   | 25   | 26   | 27   | 28   |
| 27   | 29   | 30   |      |      |      |      |      |

| Juli | Juli | Juli | Juli | Juli | Juli | Juli | Juli |
| Kw   | Mo   | Di   | Mi   | Do   | Fr   | Sa   | So   |
| ---- | ---- | ---- | ---- | ---- | ---- | ---- | ---- |
| 27   |      |      | 1    | 2    | 3    | 4    | 5    |
| 28   | 6    | 7    | 8    | 9    | 10   | 11   | 12   |
| 29   | 13   | 14   | 15   | 16   | 17   | 18   | 19   |
| 30   | 20   | 21   | 22   | 23   | 24   | 25   | 26   |
| 31   | 27   | 28   | 29   | 30   | 31   |      |      |

| August | August | August | August | August | August | August | August |
| Kw     | Mo     | Di     | Mi     | Do     | Fr     | Sa     | So     |
| ------ | ------ | ------ | ------ | ------ | ------ | ------ | ------ |
| 31     |        |        |        |        |        | 1      | 2      |
| 32     | 3      | 4      | 5      | 6      | 7      | 8      | 9      |
| 33     | 10     | 11     | 12     | 13     | 14     | 15     | 16     |
| 34     | 17     | 18     | 19     | 20     | 21     | 22     | 23     |
| 35     | 24     | 25     | 26     | 27     | 28     | 29     | 30     |
| 36     | 31     |        |        |        |        |        |        |

| September | September | September | September | September | September | September | September |
| Kw        | Mo        | Di        | Mi        | Do        | Fr        | Sa        | So        |
| --------- | --------- | --------- | --------- | --------- | --------- | --------- | --------- |
| 36        |           | 1         | 2         | 3         | 4         | 5         | 6         |
| 37        | 7         | 8         | 9         | 10        | 11        | 12        | 13        |
| 38        | 14        | 15        | 16        | 17        | 18        | 19        | 20        |
| 39        | 21        | 22        | 23        | 24        | 25        | 26        | 27        |
| 40        | 28        | 29        | 30        |           |           |           |           |

| Oktober | Oktober | Oktober | Oktober | Oktober | Oktober | Oktober | Oktober |
| Kw      | Mo      | Di      | Mi      | Do      | Fr      | Sa      | So      |
| ------- | ------- | ------- | ------- | ------- | ------- | ------- | ------- |
| 40      |         |         |         | 1       | 2       | 3       | 4       |
| 41      | 5       | 6       | 7       | 8       | 9       | 10      | 11      |
| 42      | 12      | 13      | 14      | 15      | 16      | 17      | 18      |
| 43      | 19      | 20      | 21      | 22      | 23      | 24      | 25      |
| 44      | 26      | 27      | 28      | 29      | 30      | 31      |         |

| November | November | November | November | November | November | November | November |
| Kw       | Mo       | Di       | Mi       | Do       | Fr       | Sa       | So       |
| -------- | -------- | -------- | -------- | -------- | -------- | -------- | -------- |
| 44       |          |          |          |          |          |          | 1        |
| 45       | 2        | 3        | 4        | 5        | 6        | 7        | 8        |
| 46       | 9        | 10       | 11       | 12       | 13       | 14       | 15       |
| 47       | 16       | 17       | 18       | 19       | 20       | 21       | 22       |
| 48       | 23       | 24       | 25       | 26       | 27       | 28       | 29       |
| 49       | 30       |          |          |          |          |          |          |

| Dezember | Dezember | Dezember | Dezember | Dezember | Dezember | Dezember | Dezember |
| Kw       | Mo       | Di       | Mi       | Do       | Fr       | Sa       | So       |
| -------- | -------- | -------- | -------- | -------- | -------- | -------- | -------- |
| 49       |          | 1        | 2        | 3        | 4        | 5        | 6        |
| 50       | 7        | 8        | 9        | 10       | 11       | 12       | 13       |
| 51       | 14       | 15       | 16       | 17       | 18       | 19       | 20       |
| 52       | 21       | 22       | 23       | 24       | 25       | 26       | 27       |
| 53       | 28       | 29       | 30       | 31       |          |          |          |

| Januar | Januar | Januar | Januar | Januar | Januar | Januar | Januar |
| Kw     | Mo     | Di     | Mi     | Do     | Fr     | Sa     | So     |
| ------ | ------ | ------ | ------ | ------ | ------ | ------ | ------ |
| 1      |        |        |        | 1      | 2      | 3      | 4      |
| 2      | 5      | 6      | 7      | 8      | 9      | 10     | 11     |
| 3      | 12     | 13     | 14     | 15     | 16     | 17     | 18     |
| 4      | 19     | 20     | 21     | 22     | 23     | 24     | 25     |
| 5      | 26     | 27     | 28     | 29     | 30     | 31     |        |

| Februar | Februar | Februar | Februar | Februar | Februar | Februar | Februar |
| Kw      | Mo      | Di      | Mi      | Do      | Fr      | Sa      | So      |
| ------- | ------- | ------- | ------- | ------- | ------- | ------- | ------- |
| 5       |         |         |         |         |         |         | 1       |
| 6       | 2       | 3       | 4       | 5       | 6       | 7       | 8       |
| 7       | 9       | 10      | 11      | 12      | 13      | 14      | 15      |
| 8       | 16      | 17      | 18      | 19      | 20      | 21      | 22      |
| 9       | 23      | 24      | 25      | 26      | 27      | 28      |         |

| März | März | März | März | März | März | März | März |
| Kw   | Mo   | Di   | Mi   | Do   | Fr   | Sa   | So   |
| ---- | ---- | ---- | ---- | ---- | ---- | ---- | ---- |
| 9    |      |      |      |      |      |      | 1    |
| 10   | 2    | 3    | 4    | 5    | 6    | 7    | 8    |
| 11   | 9    | 10   | 11   | 12   | 13   | 14   | 15   |
| 12   | 16   | 17   | 18   | 19   | 20   | 21   | 22   |
| 13   | 23   | 24   | 25   | 26   | 27   | 28   | 29   |
| 14   | 30   | 31   |      |      |      |      |      |

| April | April | April | April | April | April | April | April |
| Kw    | Mo    | Di    | Mi    | Do    | Fr    | Sa    | So    |
| ----- | ----- | ----- | ----- | ----- | ----- | ----- | ----- |
| 14    |       |       | 1     | 2     | 3     | 4     | 5     |
| 15    | 6     | 7     | 8     | 9     | 10    | 11    | 12    |
| 16    | 13    | 14    | 15    | 16    | 17    | 18    | 19    |
| 17    | 20    | 21    | 22    | 23    | 24    | 25    | 26    |
| 18    | 27    | 28    | 29    | 30    |       |       |       |

| Mai | Mai | Mai | Mai | Mai | Mai | Mai | Mai |
| Kw  | Mo  | Di  | Mi  | Do  | Fr  | Sa  | So  |
| --- | --- | --- | --- | --- | --- | --- | --- |
| 18  |     |     |     |     | 1   | 2   | 3   |
| 19  | 4   | 5   | 6   | 7   | 8   | 9   | 10  |
| 20  | 11  | 12  | 13  | 14  | 15  | 16  | 17  |
| 21  | 18  | 19  | 20  | 21  | 22  | 23  | 24  |
| 22  | 25  | 26  | 27  | 28  | 29  | 30  | 31  |

| Juni | Juni | Juni | Juni | Juni | Juni | Juni | Juni |
| Kw   | Mo   | Di   | Mi   | Do   | Fr   | Sa   | So   |
| ---- | ---- | ---- | ---- | ---- | ---- | ---- | ---- |
| 23   | 1    | 2    | 3    | 4    | 5    | 6    | 7    |
| 24   | 8    | 9    | 10   | 11   | 12   | 13   | 14   |
| 25   | 15   | 16   | 17   | 18   | 19   | 20   | 21   |
| 26   | 22   | 23   | 24   | 25   | 26   | 27   | 28   |
| 27   | 29   | 30   |      |      |      |      |      |

| Juli | Juli | Juli | Juli | Juli | Juli | Juli | Juli |
| Kw   | Mo   | Di   | Mi   | Do   | Fr   | Sa   | So   |
| ---- | ---- | ---- | ---- | ---- | ---- | ---- | ---- |
| 27   |      |      | 1    | 2    | 3    | 4    | 5    |
| 28   | 6    | 7    | 8    | 9    | 10   | 11   | 12   |
| 29   | 13   | 14   | 15   | 16   | 17   | 18   | 19   |
| 30   | 20   | 21   | 22   | 23   | 24   | 25   | 26   |
| 31   | 27   | 28   | 29   | 30   | 31   |      |      |

| August | August | August | August | August | August | August | August |
| Kw     | Mo     | Di     | Mi     | Do     | Fr     | Sa     | So     |
| ------ | ------ | ------ | ------ | ------ | ------ | ------ | ------ |
| 31     |        |        |        |        |        | 1      | 2      |
| 32     | 3      | 4      | 5      | 6      | 7      | 8      | 9      |
| 33     | 10     | 11     | 12     | 13     | 14     | 15     | 16     |
| 34     | 17     | 18     | 19     | 20     | 21     | 22     | 23     |
| 35     | 24     | 25     | 26     | 27     | 28     | 29     | 30     |
| 36     | 31     |        |        |        |        |        |        |

| September | September | September | September | September | September | September | September |
| Kw        | Mo        | Di        | Mi        | Do        | Fr        | Sa        | So        |
| --------- | --------- | --------- | --------- | --------- | --------- | --------- | --------- |
| 36        |           | 1         | 2         | 3         | 4         | 5         | 6         |
| 37        | 7         | 8         | 9         | 10        | 11        | 12        | 13        |
| 38        | 14        | 15        | 16        | 17        | 18        | 19        | 20        |
| 39        | 21        | 22        | 23        | 24        | 25        | 26        | 27        |
| 40        | 28        | 29        | 30        |           |           |           |           |

| Oktober | Oktober | Oktober | Oktober | Oktober | Oktober | Oktober | Oktober |
| Kw      | Mo      | Di      | Mi      | Do      | Fr      | Sa      | So      |
| ------- | ------- | ------- | ------- | ------- | ------- | ------- | ------- |
| 40      |         |         |         | 1       | 2       | 3       | 4       |
| 41      | 5       | 6       | 7       | 8       | 9       | 10      | 11      |
| 42      | 12      | 13      | 14      | 15      | 16      | 17      | 18      |
| 43      | 19      | 20      | 21      | 22      | 23      | 24      | 25      |
| 44      | 26      | 27      | 28      | 29      | 30      | 31      |         |

| November | November | November | November | November | November | November | November |
| Kw       | Mo       | Di       | Mi       | Do       | Fr       | Sa       | So       |
| -------- | -------- | -------- | -------- | -------- | -------- | -------- | -------- |
| 44       |          |          |          |          |          |          | 1        |
| 45       | 2        | 3        | 4        | 5        | 6        | 7        | 8        |
| 46       | 9        | 10       | 11       | 12       | 13       | 14       | 15       |
| 47       | 16       | 17       | 18       | 19       | 20       | 21       | 22       |
| 48       | 23       | 24       | 25       | 26       | 27       | 28       | 29       |
| 49       | 30       |          |          |          |          |          |          |

| Dezember | Dezember | Dezember | Dezember | Dezember | Dezember | Dezember | Dezember |
| Kw       | Mo       | Di       | Mi       | Do       | Fr       | Sa       | So       |
| -------- | -------- | -------- | -------- | -------- | -------- | -------- | -------- |
| 49       |          | 1        | 2        | 3        | 4        | 5        | 6        |
| 50       | 7        | 8        | 9        | 10       | 11       | 12       | 13       |
| 51       | 14       | 15       | 16       | 17       | 18       | 19       | 20       |
| 52       | 21       | 22       | 23       | 24       | 25       | 26       | 27       |
| 53       | 28       | 29       | 30       | 31       |          |          |          |

## Ereignisse

### Politik und Weltgeschehen

#### Sizilien/Aragón/Byzantinisches Reich

Flagge Siziliens seit 1282

- 30. März: In Palermo bricht am Ostermontag zur Vesper ein Aufstand gegen die Herrschaft Karl von Anjou aus. Über 8.000 Franzosen werden an diesem Tag ermordet. Die sogenannte Sizilianische Vesper greift rasch auf ganz Sizilien über.
- 28. April: Siziliens zweitgrößte Festung Messina schließt sich dem Aufstand an. Die im Hafen vor Anker liegende Kreuzzugsflotte Karls, mit der er Konstantinopel zurückerobern wollte, wird zerstört.
- 30. August: Peter III. von Aragón landet bei Trapani, nachdem ihn eine Botschaft aus Palermo um Hilfe im Kampf gegen den ungeliebten König Karl von Anjou auf einem Feldzug bei Tunis erreicht hat.
- 4. September: Peter III. von Aragón nimmt die ihm von sizilianischen Adligen angebotene Krone an und wird in Palermo zum König Peter I. von Sizilien proklamiert. Karl von Anjou wird in der Folge aus Sizilien verdrängt, dem Haus Anjou verbleibt nur die Herrschaft im Königreich Neapel.
- 18. November: Der von Karl von Anjou abhängige Papst Martin IV. bannt auf Karls Druck den byzantinischen Kaiser Michael VIII., gleichzeitig wird auch ein Exkommunikationsverfahren gegen Peter III. von Aragón eingeleitet.
- 11. Dezember: Kaiser Michael VIII. stirbt, Nachfolger auf dem byzantinischen Thron wird sein Sohn Andronikos II. Palaiologos.

#### Heiliges Römisches Reich
- 17. Dezember: König Rudolf I. belehnt auf dem Reichstag zu Augsburg seine Söhne Albrecht und Rudolf „zur gemeinsamen Hand“ mit den Herzogtümern Österreich und Steiermark sowie mit Krain und der Windischen Mark. Der Hoftag endet am 21. Dezember, am 27. Dezember erfolgt die Beurkundung der Entscheidung.
- In Florenz geht die Regierungsgewalt auf die oberen Zünfte (arti maggiori) über (Einsetzung der Zunftvorsteher als Signoria).
- Die Erstausgabe des Land- und Lehnsrechtsbuchs bzw. Kaiserrechts (erst im 17. Jh. Schwabenspiegel genannt) erscheint spätestens in diesem Jahr.
- Erste Schlacht bei Uetersen, die Holsteinischen Grafen besiegen mit hamburgerischer Unterstützung Heinrich IV von Barmstede.

#### England / Wales
- 22. März: Unter Dafydd ap Gruffydd, dem Bruder des walisischen Herrschers Llywelyn ap Gruffydd, beginnt mit einem Angriff auf Hawarden Old Castle ein Aufstand gegen die englische Oberherrschaft.
- 24. März: Gruffydd ap Maredudd, ein Lord von Ceredigion, erobert durch eine List Aberystwyth Castle in Westwales. Der Aufstand breitet sich rasch über mehrere Regionen aus. Am 26. März werden auch Carreg Cennen und Llandovery Castle erobert. Llywelyn ap Gruffydd erklärt, er hätte mit dem Aufstand nichts zu tun gehabt, doch seine Truppen vereinigen sich bald mit Dafydds Streitkräften. Sie beteiligen sich an Angriffen auf Rhuddlan und Flint Castle, und schließlich übernimmt Llywelyn die Führung der Rebellen.

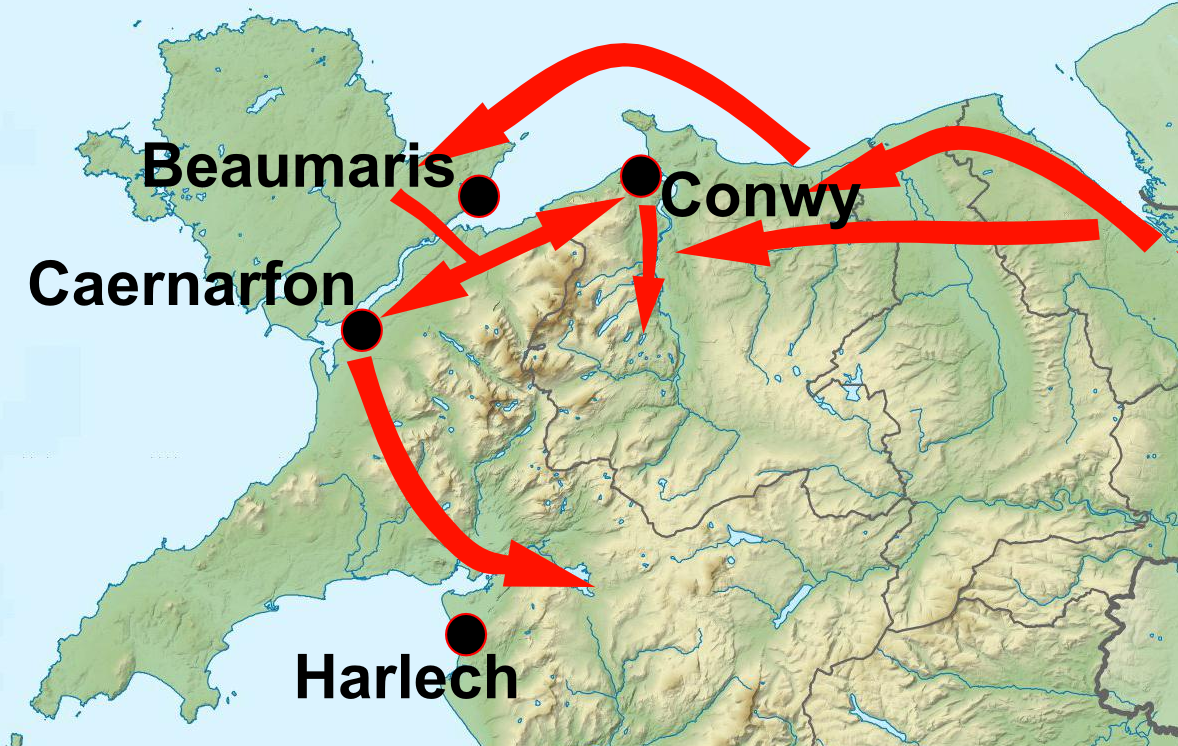
Der Feldzug von Edward I. 1282

- 17. Mai: Edward I. von England beginnt seinen zweiten Feldzug gegen Wales. Dieser wird bis 1284 dauern und mit der Eroberung des Landes enden.
- 16. Juni: Die Schlacht von Llandeilo Fawr endet mit einem klaren walisischen Sieg. Als Folge der Schlacht plündern walisische Truppen die Ländereien des mit England verbündeten Rhys ap Maredudd von Dryslwyn Castle im Tal des Tywi. Edward I. enthebt Gilbert de Clare, 6. Earl of Gloucester, seines Kommandos. William de Valence, 1. Earl of Pembroke, wird neuer Befehlshaber der südwalisischen Armee.
- 6. November: Auch in der Schlacht an der Menai Strait siegen die von Llywelyn ap Gruffydd geführten Waliser.
- 11. Dezember: In der Schlacht von Orewin Bridge bezwingen die Engländer unter König Edward I. die Waliser. Deren Anführer Llywelyn ap Gruffydd kommt in den Kämpfen ums Leben. Wales gerät unter englische Abhängigkeit.

#### Iberische Halbinsel
- 24. Juni: In Portugal heiratet König Dionysius die Zwölfjährige Isabella von Aragón, die Tochter König Peters III. von Aragonien.
- Alfons X. von Kastilien und León wird entthront und kann sich nur noch auf Vasallenreiche in Al-Andalus stützen.

#### Asien
- 1. April: Abaqa, der prochristliche zweite mongolische Ilchan von Persien, stirbt vermutlich nach einem Trinkgelage an Delirium tremens. Wie sein Vater wird er auf der im Urmia-See gelegenen Insel Šahi bestattet. Nachfolger wird sein Bruder Tekuder, der kurz nach seiner Thronbesteigung als Ahmad zum Islam übertritt.
- 10. April: Kublai Khans Finanzminister Ahmad Fanakati wird von Verschwörern ermordet.

#### Urkundliche Ersterwähnungen
- Erste urkundliche Erwähnung von Bürglen TG, Freimettigen, Finsterwalde, Kaisten, Kreischa, Langenstriegis, Lebamünde, Loßburg und Röt

### Wirtschaft
- Der City Bridge Trust zur Erhaltung der alten London Bridge wird gegründet.

### Wissenschaft und Technik
- Das Hertford College der University of Oxford wird gegründet.
- Ältestes Wasserzeichen auf Papier in Bologna bekannt.
- In Anbetracht der „1000 Scholaren“ wird in Erfurt erstmals eine Schulordnung herausgegeben.
- Der italienische Mönch Ristoro d’Arezzo verfasst das Werk Composizione del mondo, ein umfassendes naturkundliches Werk und das erste bekannte Buch in italienischer Prosa überhaupt. Ristoro behandelt darin vor allem geographische und astronomische Themen. Er beschreibt aber auch Funde von fossilen Meerestieren und rundgeschliffenen Kieseln auf hohen Bergen, deren Vorhandensein er mit der Sintflut erklärt. Die menschliche Neugierde rechtfertigt Ristoro als eine von Gott gegebene Eigenschaft, die dazu dienen soll, Gottes Werke zu erkennen.

### Gesellschaft
- 11. Januar: Agnes Gräfin von Württemberg, älteste Tochter von Ulrich I., gen. der Stifter, Graf von Württemberg und der Mechthild von Baden heiratet Graf Friedrich II. von Truhendingen.

### Religion
- Im Auftrag von Bischof Bernard de Castanet beginnt der Bau der Kathedrale von Albi.
- Paris: Aus der Sentenzenerklärung des Petrus Johannis Olivi werden von sieben Pariser Franziskaner-Theologen in der Littera septem sigillorum eine Reihe von theologischen Sätzen inkriminiert.
- Raimundus Lullus, wegen seiner enzyklopädischen Bildung auch als Doctor illuminatus bezeichnet, beginnt seinen philosophischen Roman Blanquerna.
- 26. Dezember: Johannes XI. wird wegen Häresie als Patriarch von Konstantinopel abgesetzt. Am 31. Dezember wird sein Vorgänger Joseph I. Galesiotes neuerlich zum Patriarchen ernannt.

### Natur und Umwelt
- Deutschland: Früher Eintritt der Baumblüte und eine um drei Wochen vorgezogene Ernte, was auf einen warmen Witterungsverlauf in der ganzen ersten Jahreshälfte zurückzuführen ist und für einen warmen Sommer spricht.

## Geboren

### Geburtsdatum gesichert
- 15. April: Friedrich IV., Herzog von Lothringen († 1328)
- 5. Mai: Juan Manuel, kastilischer Staatsmann, Fürst von Villena und Schriftsteller († 1348)
- Juni: Gwenllian ferch Llywelyn, Tochter von Llywelyn ap Gruffydd († 1337)

### Genaues Geburtsdatum unbekannt
- John Lestrange, englischer Adeliger († 1311)
- Maud de Chaworth, englische Adelige († um 1322)
- Oschin von Armenien, König des Armenischen Königreichs von Kilikien († 1320)
- Usbek Khan, Khan der Goldenen Horde († 1341/42)

### Geboren um 1282
- Erik Magnusson, Herzog von Södermanland († 1318)
- Ludwig der Bayer, Kaiser des Heiligen Römischen Reiches und Herzog von Bayern († 1347)
- Margarethe von Frankreich, als Frau von Edward I. Königin von England († 1318)

## Gestorben

### Erstes Halbjahr
- 9. Januar: Abu Uthman Said ibn Hakam al-Quraschi, Raʾīs von Menorca (* 1204)
- um 10. Februar: Baldwin Wake, englischer Adeliger (* um 1238)
- 24. Februar: Philippe Mouskes, Bischof von Tournai
- 6. März: Agnes von Böhmen, böhmische Prinzessin (* 1211)
- 1. April: Abaqa, mongolischer Ilchan von Persien (* 1234)
- 4. April: Bernhard Ayglerius, Abt und theologischer Schriftsteller
- 10. April: Ahmad Fanakati, Finanzminister Kubilai Khans
- 3. Mai: Hugo Lippi-Ugoccioni, italienischer Heiliger, Ordensgründer
- 9. Mai: Volkmar, Benediktinermönch und Abt des Klosters Niederaltaich (* um 1235)
- 19. Juni: Eleanor de Montfort, englische Adelige (* um 1258)

### Zweites Halbjahr
- 5. Juli: Friedrich I., Graf von Rietberg
- 24. Juli: Heinrich, Graf von Pfannberg, Landeshauptmann von Steiermark sowie Oberster Landrichter der Steiermark
- 19. August: Hartmann von Heldrungen, Hochmeister des Deutschen Ordens (* um 1210)
- 25. August: Thomas de Cantilupe, englischer Lordkanzler und Bischof von Hereford (* um 1220)
- 28. August: Peter von Thure, Propst und Domherr von Brandenburg
- August/September: Konrad von Belmont, Bischof von Chur (* 1240/45)
- 2. September: Ingrid Elovsdotter, schwedische Dominikanerin
- 26. Oktober: Roger Mortimer, cambro-normannischer Adeliger (* 1231)
- 30. Oktober: Ibn Challikān, arabischer Biograph und islamischer Rechtsgelehrter (* 1211)
- 6. November: Roger de Clifford, englischer Adliger und Militär (* um 1243)
- 6. November: Luke de Tany, englischer Ritter und Militär
- 9. November: Waldemar, Herr zu Rostock
- 12. November: Robert IV., Graf von Dreux und Braine (* 1241)
- 14. November: Nichiren, japanischer buddhistischer Reformer, die Schulen des Nichiren-Buddhismus berufen sich auf ihn als ihren Gründer (* 1222)
- 1. Dezember: Margarete Sambiria, Regentin von Dänemark (* um 1230)
- 8. Dezember: Friedrich von Montalban, Bischof von Freising
- 11. Dezember: Michael VIII., byzantinischer Kaiser (* 1224/25)
- 11. Dezember: Llywelyn ap Gruffydd, Fürst von Gwynedd in Nordwales (* 1246)
- 17. Dezember: Wichard von Pohlheim, Bischof von Passau (* 1237)
- 21. Dezember: Jon Raude, Erzbischof von Norwegen
- Dezember: Giles d’Argentine, englischer Adeliger, einer der Führern der Adelsopposition im Zweiten Krieg der Barone (* um 1210)

### Genaues Todesdatum unbekannt
- Georgios Akropolites, byzantinischer Diplomat, hoher Regierungsbeamter, Philosoph und Geschichtsschreiber (* 1217)
- Barone Berlinghieri, Franziskaner und italienischer Maler (* 1228)
- Isabella von Beirut, Herrin von Beirut (* 1252)
- Kai Chosrau III., Sultan von Rum
- Mechthild von Magdeburg, „Mystikerin“ und Begine (* 1208/10)
- John Marshal, englischer Adeliger (* um 1257)
- Raoul II. Sores, Marschall von Frankreich
- Benedetto Sinigardi, italienischer Franziskaner (* 1190)
- Sosteneus di Sostegno, italienischer Heiliger, Ordensgründer (* 1205)
- Abu Yahya Yaghmurasan ibn Zayyan, Sultan der Abdalwadiden im westlichen Algerien

### Gestorben um 1282
- Owain Goch, walisischer Fürst von Gwynedd